# Tu viện Đỏ
Tu viện Đỏ (tiếng Slovakia: Červený kláštor), tên chính thức là Tu viện Lechnice, ban đầu là một tu viện được xây dựng theo trường phái kiến trúc Gothic, tọa lạc ở làng Červený Kláštor, quận Kežmarok, vùng Prešov, Slovakia. Vì những đóng góp vào lịch sử của Slovakia về mặt kiến trúc và sử dụng, Tu viện Đỏ được công nhận là di tích văn hóa quốc gia vào năm 1970.

## Lịch sử
Tu viện Đỏ có lẽ bắt đầu được xây dựng từ năm 1320 trên lãnh thổ địa chính của làng Lechnica lúc bấy giờ. Tên gọi Tu viện Đỏ xuất phát từ màu đỏ của mái các tòa nhà tu viện.
Lịch sử của Tu viện Đỏ có thể được chia thành bốn thời kỳ:
- 1320 - 1567: Tu viện Carthusian
- 1569 - 1710: Tu viện thuộc sở hữu của một điền trang thế tục
- 1711 - 1782: Tu viện Kamaldul, Giáo đoàn Monte Corona
- Từ năm 1782: Tu viện thuộc sở hữu của nhà thờ và nhà nước

Lịch sử của Tu viện Đỏ gắn liền với hoạt động của hai cộng đồng tu sĩ: Carthusians (trong những năm 1320 - 1567) và  Kamaldul (trong những năm 1711 - 1782). Cả hai cộng đồng tu sĩ này đều là dòng tu kín. Các tu sĩ ẩn sĩ sống trong những căn phòng riêng biệt, đóng kín cửa của Tu viện.